# Réserve naturelle de Pescinello
La Réserve naturelle de Pescinello (en italien : Riserva naturale Pescinello) est une zone naturelle protégée située entre Monte Labbro (it) et la commune de Roccalbegna, dans  la province de Sienne en Toscane. Elle se trouve le long du cours de la rivière Albegna,.
La réserve naturelle, avec la réserve naturelle du Mont Labbro en amont  et la réserve naturelle du Bosco dei Rocconi en aval, est incluse dans le site d'importance communautaire Monte Labbro et Alta Valle dell'Albegna. Une partie du territoire est concernée par le site d'intérêt régional (SIR) Monte Labbro

## Territoire
Le territoire est haut et vallonné, avec des reliefs tels que Poggio Crivello et Poggio Cerrino avec des altitudes moyennes supérieures à 800 m au-dessus du niveau de la mer. Le climat est subhumide, avec des précipitations moyennes comprises entre 1 000 et 1 100 mm. D'un point de vue phytoclimatique, selon Pavari, la réserve fait partie du Castanetum (it).
Le paysage de la réserve est caractérisé par des falaisess et des pointes calcaires accidentés, des éboulis et des pâturages caillouteux, avec de grandes plantes. Parmi les formations géologiques figurent divers calcaires, notamment l' ammonitico rosso, les calcarénites, les argilites et les jaspes.